# Contea di Osceola (Iowa)
La contea di Osceola (in inglese Osceola County) è una contea dello Stato dell'Iowa, negli Stati Uniti. La popolazione al censimento del 2000 era di 7 003 abitanti. Il capoluogo di contea è Sibley.